# Henrique José de Carvalho e Melo
Henrique José de Carvalho e Melo (Lisboa, 28 de janeiro de 1748 — Rio de Janeiro, 26 de maio de 1812) foi um nobre, aristocrata e político português, 2.º Marquês de Pombal e 2.º Conde de Oeiras. Foi também um gentil-homem da real câmara da rainha D. Maria I.

## Biografia
Nasceu em 28 de janeiro de 1748 em Lisboa, filho de Sebastião José de Carvalho e Melo, o Marquês de Pombal, e de sua segunda mulher, Leonor Ernestina de Daun. Foi herdeiro dos vínculos instituídos por seus avós, e aumentados por seu pai. O título de Marquês de Pombal de juro e herdade foi lhe concecido por decreto de 26 de junho de 1786 pela rainha D. Maria I.

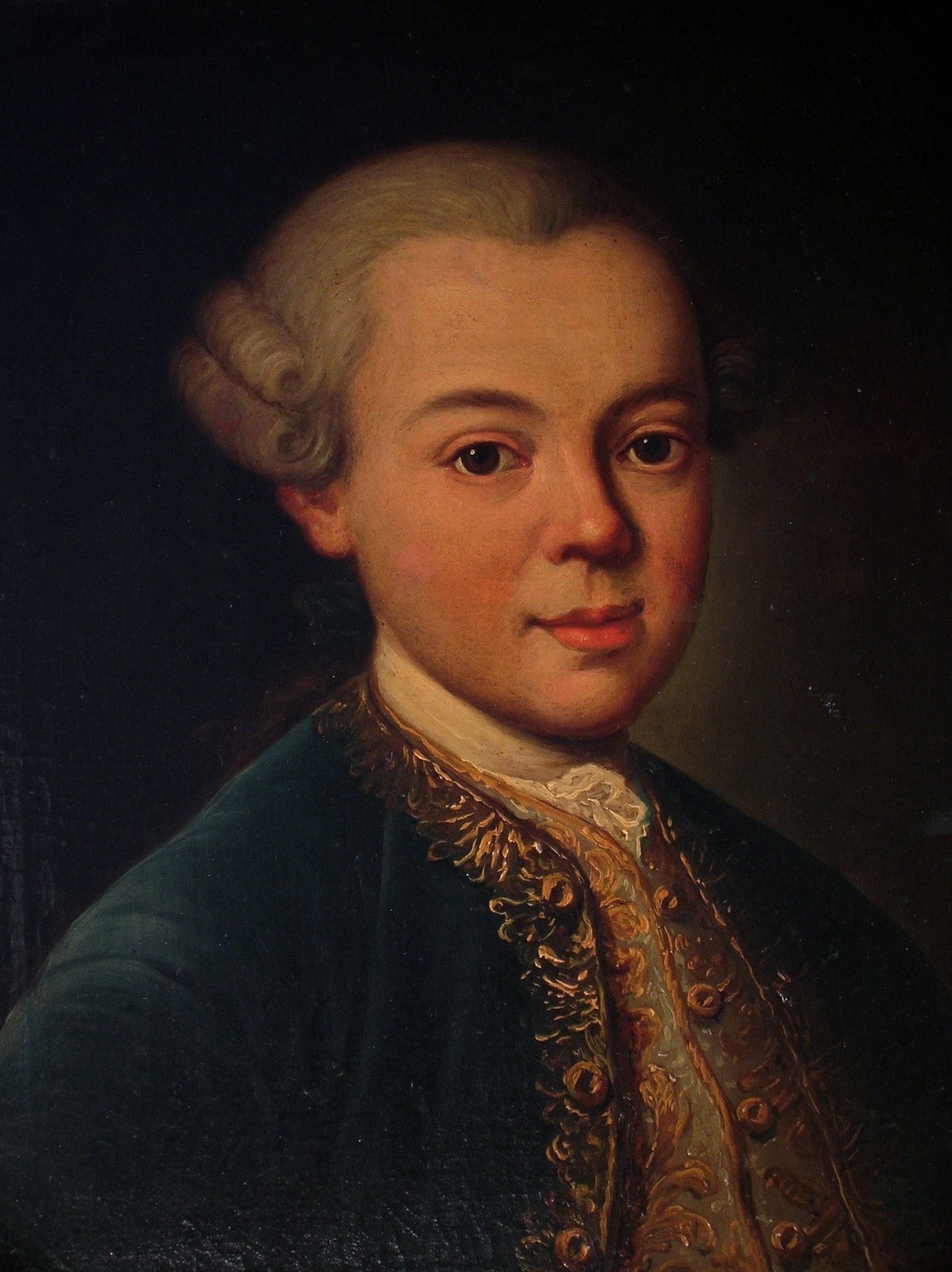
Retrato de Henrique José de Carvalho e Melo aos 12 ou 13 anos, em 1761.

Foi lhe concedido o senhorio da vila de Oeiras, com vasta jusrisdição sobre a respectiva câmara, o reguengo de Oeiras e ainda um alargado conjunto de direitos e rendimentos em várias alcaidarias.
Casou-se em 1764 com D. Maria Antónia de Meneses, filha de D. José de Meneses, da casa dos Condes de Caparica. O casal não teve filhos, e por causa disso o título passou para o seu irmão, José Francisco Xavier de Carvalho e Daun, que foi o 3.º Marquês de Pombal, 3.º Conde de Oeiras e 1.º Conde da Redinha.
Em 1796, foi Embaixador Extraordinário para o Reino Unido.